# Helena Zacharczuk
Helena Zacharczuk, ps. Biała, Hela, Kopaczowa (ur. 6 lutego 1912 w Lublinie, zm. ?) – polska nauczycielka, działaczka społeczna i harcerska, szef sanitarny Komendy Głównej Okręgu Lublin Batalionów Chłopskich, kapitan, działaczka opozycji demokratycznej w PRL.

## Życiorys
Urodziła się jako córka Aleksandra Uchymiaka i Karoliny. Przed wybuchem II wojny światowej odebrała niepełne wykształcenie wyższe. Pracowała jako nauczycielka i prowadziła działalność harcerską oraz społeczną w ramach ZNP.
W 1940 włączyła się w działalność podziemia. W 1943 weszła w skład kierownictwa SL „Roch” na poziomie województwa lubelskiego. Działała też w kierownictwie Ludowego Związku Kobiet zarówno na poziomie województwa jak i powiatu lubelskiego. Była członkiem Komendy Głównej Okręgu Lublin Batalionów Chłopskich, gdzie była szefem sanitarnym i kierowała działalnością Zielonego Krzyża. Była referentką w Delegaturze Rządu na powiat lubelski. Organizowała tajne nauczanie i tajne kursy sanitarne. Organizowała pomoc dla więźniów Zamku Lubelskiego i Majdanka. W dniu 30 maja 1944 awansowana do stopnia kapitana.
Po zakończeniu wojny była w PSL i ZSL, udzielała się społecznie. W latach siedemdziesiątych XX w. włączyła się w organizację KOR.
Została pochowana na cmentarzu przy ul. Lipowej w Lublinie.

## Ordery i odznaczenia
- Krzyż Kawalerski Orderu Odrodzenia Polski
- Krzyż Partyzancki
- Złoty Krzyż Zasługi z Mieczami
- Odznaka Za Zasługi dla Lubelszczyzny